# Hans Hollein

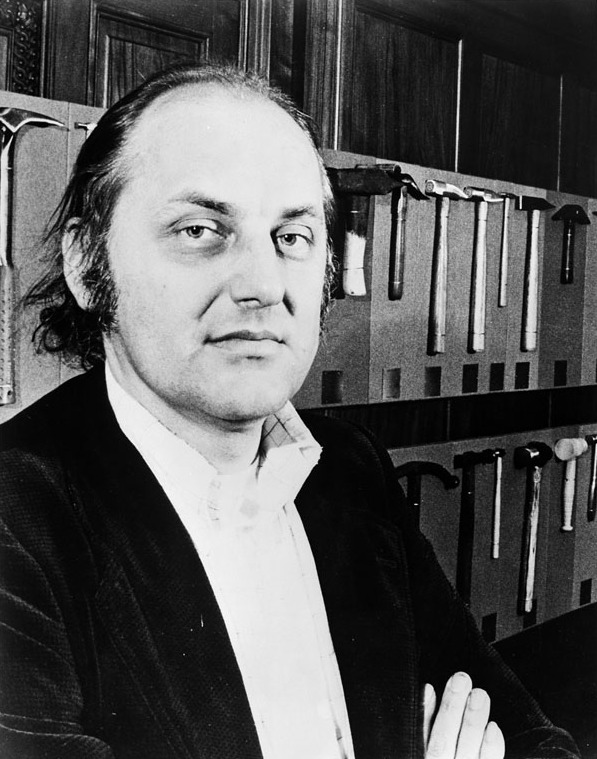
Hans Hollein (1976)

Hans Hollein (* 30. März 1934 in Wien; † 24. April 2014 ebenda) war ein österreichischer Architekt und Designer, Bildhauer, Objektkünstler, Ausstellungsgestalter und Architekturtheoretiker.

## Ausbildung
Hollein entstammte einer Familie von Bergbauingenieuren; sein Vater war Elektroingenieur. Nach dem Besuch der Bundesgewerbeschule in Wien (1949–1953) studierte er an der Wiener Akademie der bildenden Künste bei Clemens Holzmeister.
In erster Linie waren es die Vereinigten Staaten, die Hollein in seiner Frühzeit beeinflusst haben. Nach seinem Diplomexamen (1956) absolvierte er dort von 1958 bis 1964 einen Studienaufenthalt zunächst am Illinois Institute of Technology in Chicago und ab 1959 am College of Environmental Design der University of California, Berkeley, an der er 1960 den Grad eines Master of Architecture erwarb. Er unternahm eine Autofahrt von New York bis an die Westküste, um das für ihn neue Gefühl der grenzenlosen Weite, der unbeschränkten Dimension zu erleben. Die Faszination des Technischen, die Weite, die Weltraumfahrt übten in dieser Zeit eine besondere Anziehungskraft auf ihn aus.
Als Meilenstein in Holleins Entwicklung kann man seine Beschäftigung mit den Prinzipien der indianischen Pueblo-Architektur des amerikanischen Südwestens betrachten, deren Einfluss in vielen seiner späteren Bauten wiederkehrt. Die Verbindung von oben und unten, von Wohn- und Kultstätten prägte seine Vorstellung von einer in Landschaft umgewandelten Architektur, die durch eine Vielzahl von Wegen, Treppen und Rampen begehbar und damit aktiver Bestandteil des städtischen Lebens wird. Ihren Niederschlag fand diese Konzeption im Entwurf eines „Begehbaren Kaufhauses“ in St. Louis (1963) und im Plan für einen Erweiterungsbau der Zentralsparkasse in Floridsdorf in Wien.

## Wiener Avantgarde
Um 1960 begann sich die Wiener Architekturszene neu zu formieren. Was alle jungen Künstler damals vereinte, war der Protest gegen den konventionellen Kunstbetrieb und eine Revolte gegen den Funktionalismus der Nachkriegsarchitektur. Hollein schloss sich einer Gruppe Wiener Künstler an, die sich gegen die „Alleinherrschaft des trivialen Funktionalismus“ wandte. Dazu gehörten Friedensreich Hundertwasser, der in diesem Kreis sein „Verschimmelungsmanifest“ verkündete, sowie Markus Prachensky und Arnulf Rainer, die sich für eine vom Regelzwang befreite „Architektur mit den Händen“ einsetzten. Eines ihrer Foren war die Galerie nächst St. Stephan des katholischen Geistlichen Otto Mauer.
Besonders Furore machte eine Ausstellung, die Hollein 1963 gemeinsam mit Walter Pichler in der Galerie veranstaltete: „Architektur“, eine viel beachtete und umstrittene Ausstellung von Zeichnungen und Skulpturen, in denen utopische Entwürfe kompakter Stadtarchitekturen blockhaft und raumgreifend die Landschaft beherrschten. Parallel verfassten Hollein und Pichler Manifeste, die im Ausstellungskatalog veröffentlicht wurden, darunter sein Text „Absolute Architektur“. Diese programmatischen Äußerungen postulierten eine Architektur, die brutal und subtil zugleich ist.

„Wenn wir schon eine Schönheit wollen, dann eine sinnliche Schönheit elementarer Gewalt.“

„Wir müssen die Architektur vom Bauen befreien!“

„Architekten müssen aufhören, nur in Bauwerken zu denken!“

Gleichzeitig befasste sich Hollein mit der Frage autarker Minimalräume, er studierte Raumschiffe und Raumanzüge und definierte sie als perfekte Behausungen auf engstem Raum für ein Überleben unter Extrembedingungen. Auf der anderen Seite propagierte Hollein pneumatische Gebilde wie etwa ein „mobiles Büro“, das als aufblasbares Gehäuse den Prototyp einer leichten, provisorischen und transportablen Behausung darstellte.
„Transformationen“ nannte er Mitte der 60er Jahre eine Reihe von Collagen, in denen technische Objekte in eine Landschaft montiert wurden, die damit zu einer urbanen Mega-Struktur umgedeutet wurde. Ein Flugzeugträger, ein Kaffeeservice, ein Kühlergrill wurden in dieser Konzeption als monumentale Gebäude deklariert. Das Große und das Kleine waren keine Gegensätze, sondern im Spiel mit der Dimension Eckpunkte eines unbegrenzten Feldes an Variationen des Maßstabes. Eine ganze Stadt wurde in einem Flugzeugträger angesiedelt, der in der Collage wie eine utopische Arche Noah in der unberührten Natur gestrandet war. Dies war ein Motiv, das er Jahre später im Golfclub Ebreichsdorf bei Wien auch praktisch umsetzte.
1964 eröffnete Hollein, der die Jahre zuvor in Schweden, Deutschland und den USA in diversen Büros gearbeitet hatte und 1963/1964 Gastprofessor an der Washington University in St. Louis gewesen war, in Wien ein eigenes Architekturbüro.
Zusammen mit Ulf Kotz und Christoph Monschein arbeitete er seit 2010 in der Hans Hollein & Partner ZT GmbH.

## Retti und die Folgen

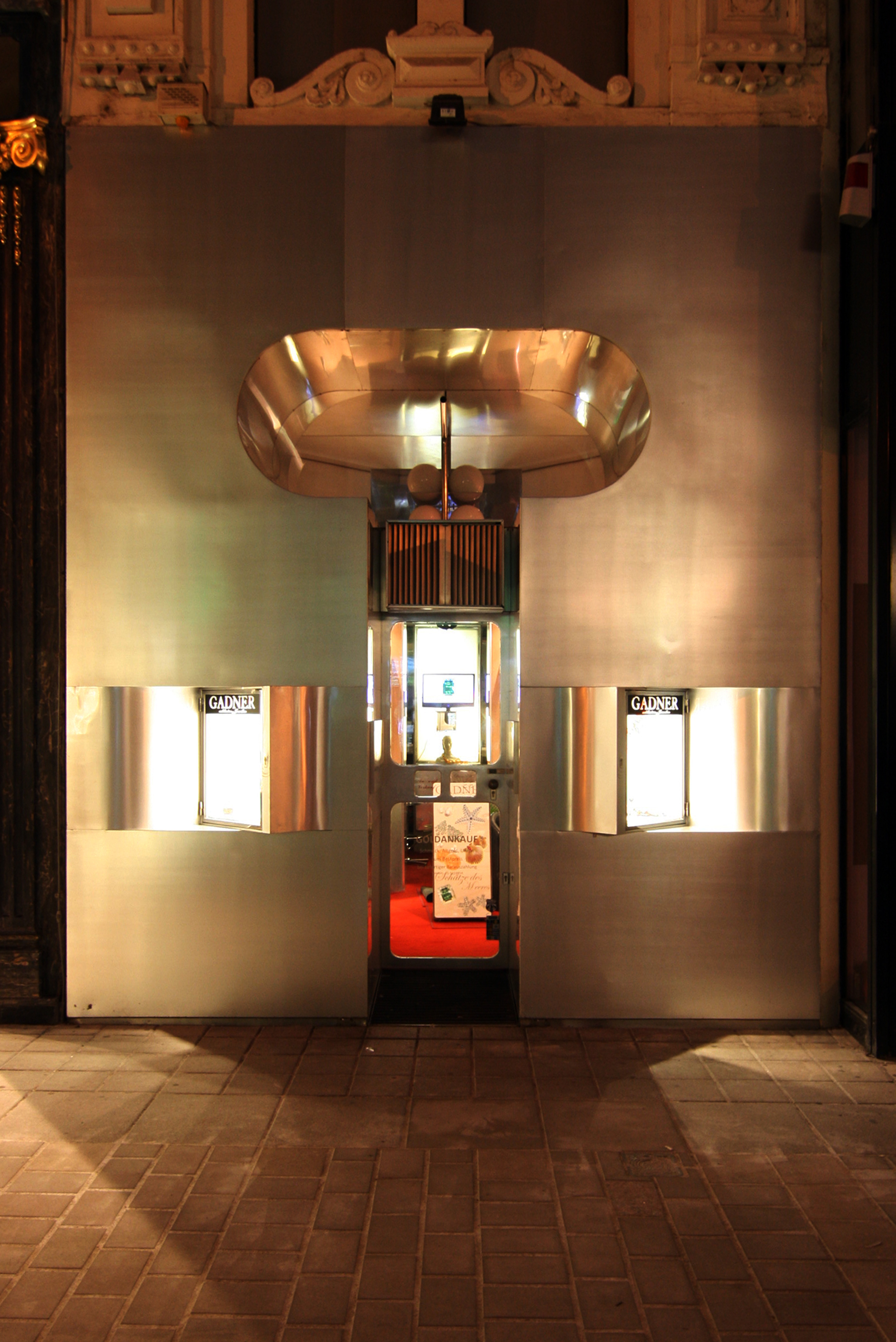
Kerzengeschäft Retti am Kohlmarkt in Wien, 1966

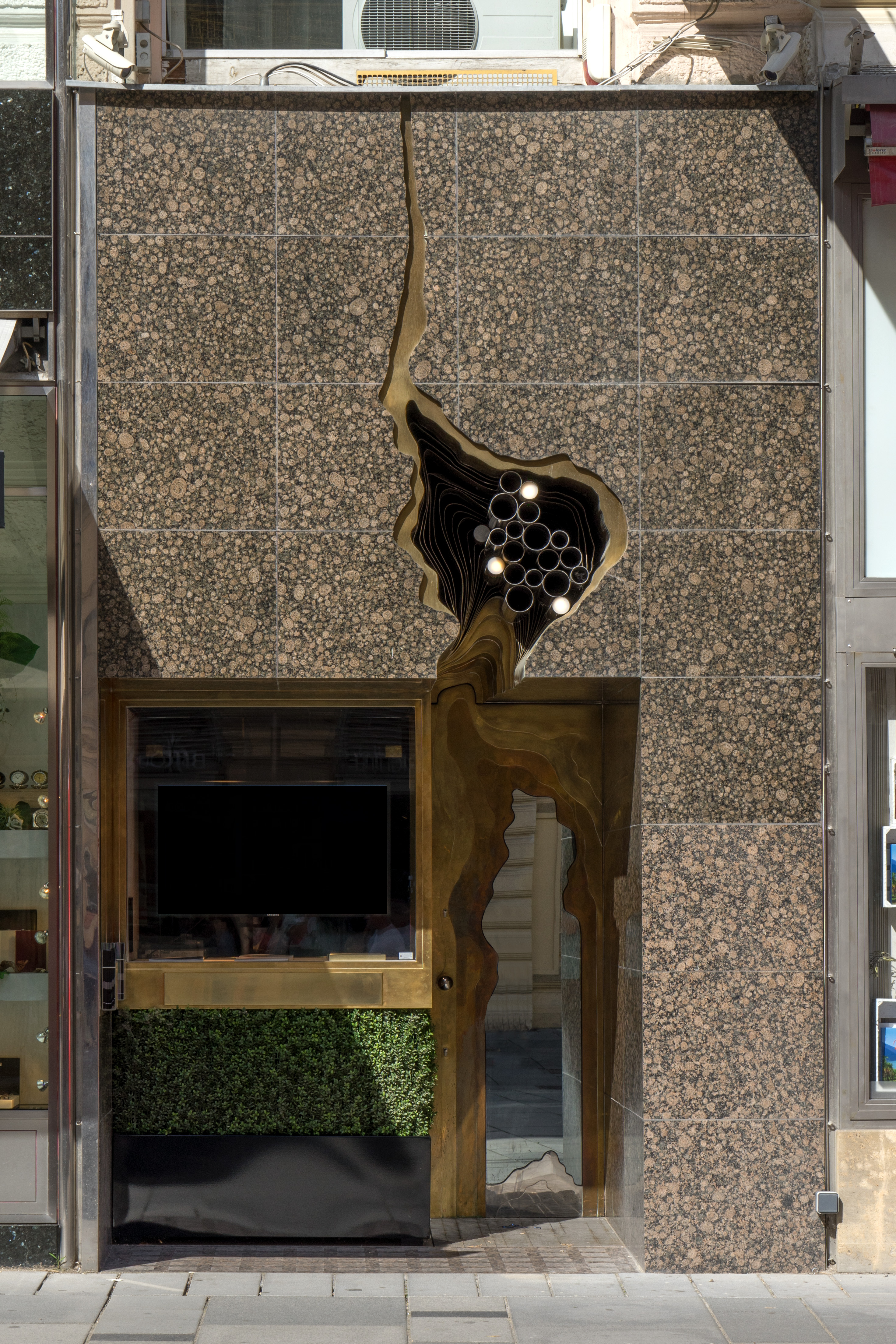
Juweliergeschäft Schullin I am Graben, 1973

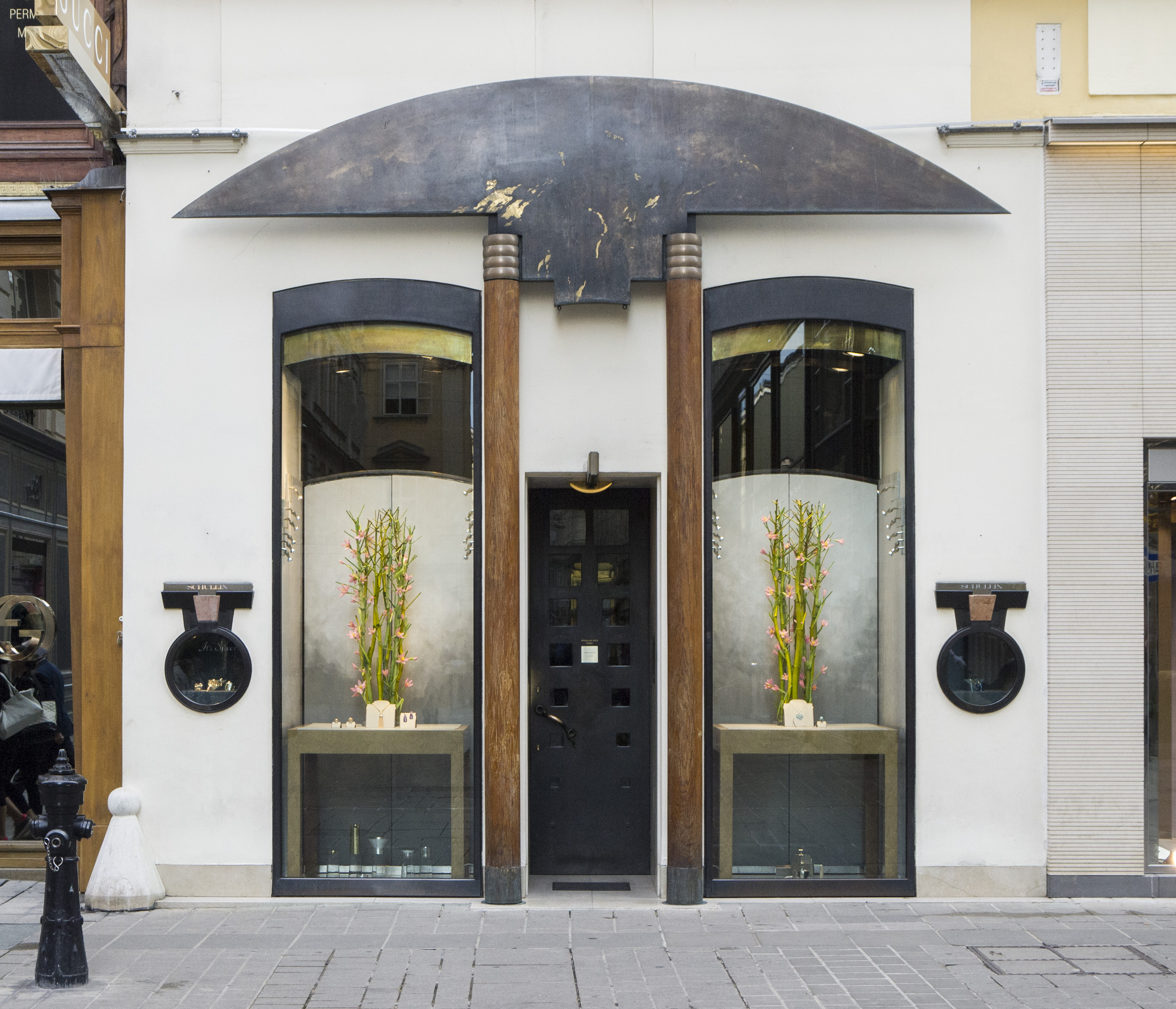
Juweliergeschäft Schullin II Kohlmarkt, 1981

Holleins erster unabhängig ausgeführter Auftrag, das 1965–66 geplante und 1966 gebaute Kerzengeschäft Retti am Kohlmarkt 8–10 im Zentrum Wiens (heute ein Schmuckgeschäft), war ein Markstein in der Entwicklung der Verbindung von Design und Innenarchitektur: ein winziges Geschäft auf nur vierzehn Quadratmetern, bestimmt durch Aluminium und Spiegel, das als präzise und kostbare „Metallschachtel“ gestaltet wurde. 1966 wurde er dafür mit dem US-amerikanischen Reynolds-Award ausgezeichnet.
Weitere Aufträge für exklusive Boutiquen und Galerien folgten, darunter die Richard Feigen Gallery in New York (1967–1969), die Juweliergeschäfte Schullin I und II (1972–1974; 1981–1982), ebenfalls im Zentrum Wiens, sowie die New Yorker Filiale des Münchener Modehauses Ludwig Beck im Trump Tower (1981–1983), in der er klassische Bauelemente mit bajuwarischem Heimatstil verband.
1972 bewies Hollein mit einem Vielzweck-Wegweiser für das Olympiadorf in München, dass tatsächlich „alles Architektur“ war. Sein Röhrensystem war ein kommunikatives Ideal: als Orientierungshilfe durch verschiedene Farben (Ariadne-Prinzip), durch Beleuchtung, Information mit Dia-Projektoren und Fernsehschirmen, Infrarot- und Fußbodenheizung und sogar kühlende Frischluft samt Wassersprühanlage.

## Alles ist Architektur
Hollein, der zu den Pionieren der Postmoderne in der Architektur gezählt wird, engagierte sich auch in den Gebieten Design, Kunst und Ausstellungsgestaltung. Sein bekannter Slogan „Alles ist Architektur“ erschien auf der Titelseite der österreichischen Zeitschrift Bau (1/1968) und kehrte in der Pariser Ausstellung „Métaphores et Métamorphoses“ (1987) als Motto wieder. Dieser Architekturbegriff erstreckte sich bis hin zu den weiß gekachelten Kunstobjekten, mit denen er 1972 Österreich bei der Biennale in Venedig vertrat, den Umweltkunstprojekten der Ausstellung „MAN transFORMS“, mit denen er im Herbst 1975 die Eröffnungsausstellung für das Cooper-Hewitt Museum in New York bestritt, dem Bühnenbild zu Schnitzlers „Komödie der Verführung“ am Burgtheater (1979/1980) oder der Wiener Ausstellung „Traum und Wirklichkeit“ (1984/1985).

„Architektur ist kultisch, sie ist Mal, Symbol, Zeichen, Expression.

Architektur ist die Kontrolle der Körperwärme — schützende Behausung.

Architektur ist Bestimmung — Festlegung — des Raumes, Umwelt.

Architektur ist Konditionierung eines psychologischen Zustandes.“

Hollein wurde bekannt als „Meister der architektonischen Inszenierung“ (SZ, 17. Oktober 1987), der wieder sinnliche und emotionale Momente in die Architektur einführte und weder vor einer Symbolsprache noch vor gelegentlichem Pathos zurückschreckte. Da seine Heimatstadt Wien recht reserviert blieb, erlangte er vor allem durch Aufträge im Ausland internationales Ansehen, darunter der österreichische Pavillon für die Triennale in Mailand (1968), die amerikanische Botschaft in Moskau (1972–1974), das Museum für Glas und Keramik in Teheran (1977–1978), die Stadtvilla in der Berliner Rauchstraße (1980–1985), die im Rahmen der Internationalen Bauausstellung entstand, und das Nationalmuseum Ägyptischer Zivilisation in Kairo (1983).
Neben seiner Tätigkeit als Architekt hat Hollein Möbel entworfen und für Alessi und Munari Haushaltsgegenstände und Industriedesigns gestaltet. Seine Grafiken sind im New Yorker Museum of Modern Art zu sehen. Am Rande der Salzburger Festspiele erregte er 1991 mit einem Klavier-Design Aufsehen: Für den Wiener Klavierbauer Bösendorfer entwarf er einen Konzertflügel in geometrischen Formen aus Massiv-Messing, dessen Deckel an der Innenseite mit 24-karätigem Blattgold ausgelegt war. Weiters entwarf er Bühnenbilder, Türklinken, Brillen, Lampen und Uhren und gestaltete Feste.

## Museum Abteiberg Mönchengladbach

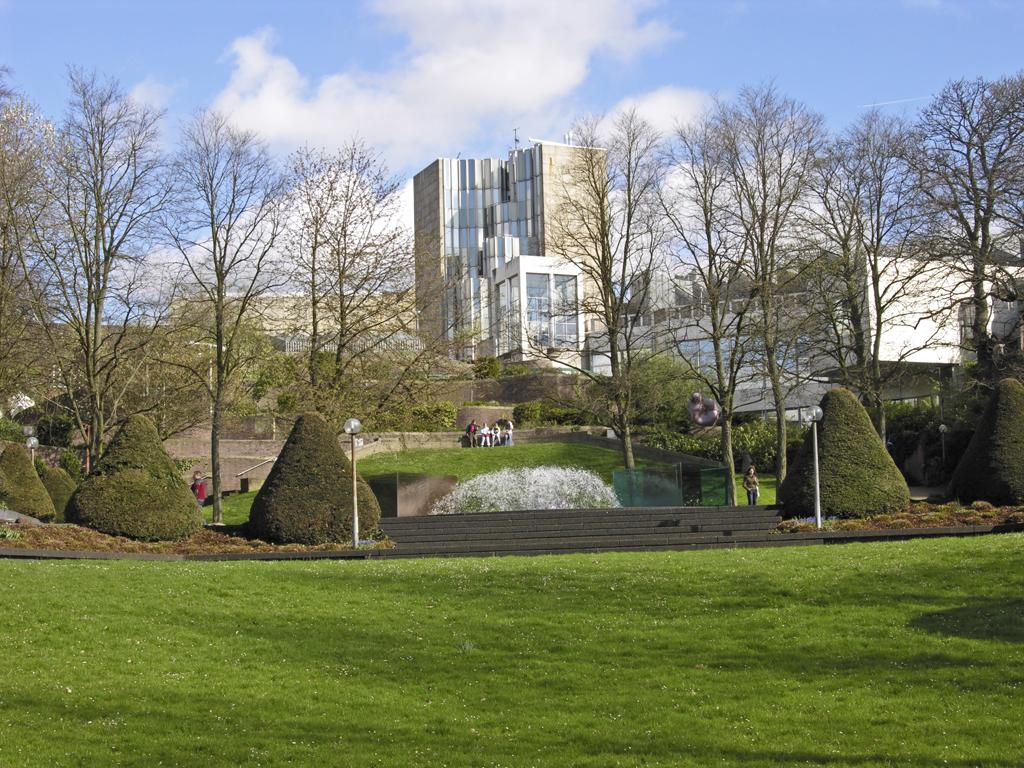
Museum Abteiberg in Mönchengladbach, 1972–1982

Mit dem Neubau des Städtischen Museums Abteiberg im niederrheinischen Mönchengladbach (Bauzeit 1972–1982, Eröffnung 23. Juni 1982 mit einem Auftritt von Hollein-Förderer Joseph Beuys) wurde Hollein von Museumsdirektor Johannes Cladders durch „kuratorischen Direktauftrag“ betraut, nachdem er für das Haus die Ausstellung „Alles ist Architektur“ kuratiert hatte. Hollein setzte damit neue Maßstäbe für die Museumsarchitektur und verwirklichte den lange gehegten Wunsch einer begrabenen, überwachsenen Architektur. Das Museum ist eines der seltenen öffentlichen Gebäude, in die man sich hinunterbegibt: Man kommt über eine Brücke und betritt das Dach des eigentlichen Museumsbaues, wo ein zierlicher Eingangstempel den Besucher empfängt und ihn nach unten geleitet.
Die Außenhaut des als Collage divergierender Baukörper angelegten Gebäudes ist ein System gebogener Terrassen und Ziegelmauern, das Innere eine Abfolge von Räumen, deren Raumerlebnis durch die Diagonale beherrscht wird. Dies erlaubt die Betrachtung verschiedenster Werke zur selben Zeit und bietet an jeder Ecke unerwartete Ausblicke auf neue Kunstwerke. Die Türöffnungen sind nicht mehr in der Mitte der Wände angebracht, sondern in den Ecken, alle vier Raumseiten bleiben so der Kunst erhalten. Hollein plante ein lebendiges Museum, eine Inszenierung mit zwei Arten von Darstellern: statischen, den Kunstwerken, und beweglichen, den Besuchern.
Spätestens seit der Eröffnung des Städtischen Museums Abteiberg gilt Hans Hollein als einer der prominentesten Vertreter der Postmodernen Architektur in Europa. 1983 wurde er für diesen Museumsbau mit dem Deutschen Architekturpreis ausgezeichnet. Zwei Jahre später erhielt er als siebter Architekt der Welt den Pritzker-Preis, der als „Nobelpreis der Architektur“ apostrophiert wird.

## Weitere Museumsbauten

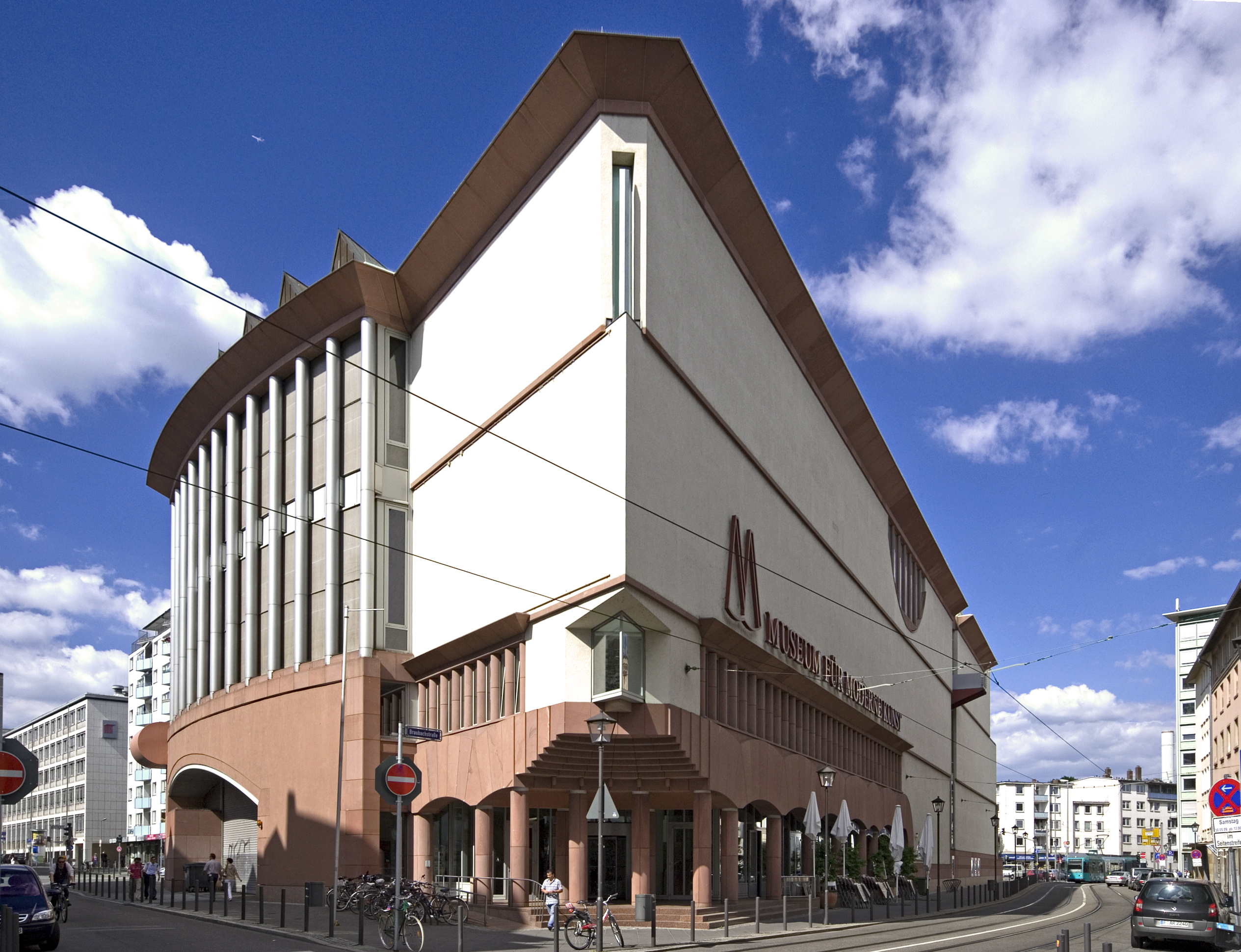
Museum für Moderne Kunst in Frankfurt am Main, 1983–1991

Starke internationale Beachtung fand Hollein mit dem nach nur vierjähriger Bauzeit eröffneten Museum für Moderne Kunst in Frankfurt am Main (1987–1991), das im Volksmund – gebaut auf einem dreieckigen Restgrundstück – mit dem Spitznamen „Tortenstück“ bezeichnet wird. Hollein bekam den Auftrag der Stadt Frankfurt nach dem Gewinn des ersten Preises in einem offenen Realisierungswettbewerb im Jahr 1983. Holleins Entwurf beruht auf dem Ansatz, dass es in einem Museum keinen neutralen Raum geben könne, „sondern nur charakteristische Räume unterschiedlicher Größenordnung (und ihre Erschließung), mit denen das Kunstwerk eine Dialektik eingeht – in gegenseitiger Potenzierung“. Der Museumsleiter Jean-Christophe Ammann betonte bereits 1989 in einem Interview, dass der Frankfurter Bau „selbst ein Kunstwerk, eine Skulptur“ sei.
Aus dem Wettbewerb für ein Guggenheim-Museum in Salzburg ging Hollein 1990 als Sieger hervor, doch der Entwurf für ein Museum im Fels wurde durch den Salzburger Landeshauptmann Hans Katschthaler verhindert. 2002 war eine preisgünstigere Variante des Projekts im Gespräch, das drei Geschoße tief in den Fels über der Altstadt reichen sollte. Auch sein Entwurf für ein Guggenheim-Museum in Wien (1993/1994) konnte sich nicht durchsetzen. Als der Architekt 1995 im Historischen Museum der Stadt Wien eine Retrospektive seiner verwirklichten Planungen der Öffentlichkeit vorstellte, vermutete die Süddeutsche Zeitung (14. April 1995) darin ein Politikum: „Wie zufällig rückt damit jenes Projekt in den Mittelpunkt, das für Wien sowieso das zentrale ist: Holleins Planung eines Guggenheim-Museums.“
Sein internationales Renommee mehrte das 2002 eröffnete Vulkanmuseum „Vulcania“ nahe Clermont-Ferrand in der französischen Auvergne. Dort schuf Hollein einen zu großen Teilen unterirdisch angelegten Museumspark, dessen Wahrzeichen ein 37 Meter hoher, außen mit Basalt verkleideter Kegelstumpf ist. In abgelegener Landschaft inmitten erloschener Vulkane am Fuß des Puy de Dôme gräbt sich das Museum auf 1000 Meter Höhe ins Erdinnere. Der Besucher begibt sich in einem dramatischen Erlebnis des Hinabsteigens in unterirdische Zonen, wie auf eine Reise mit Jules Verne zum Mittelpunkt der Erde, um am Ende aus dem Dante-ähnlichen Inferno wieder ans Tageslicht zu treten.

## Sonstige Bauten

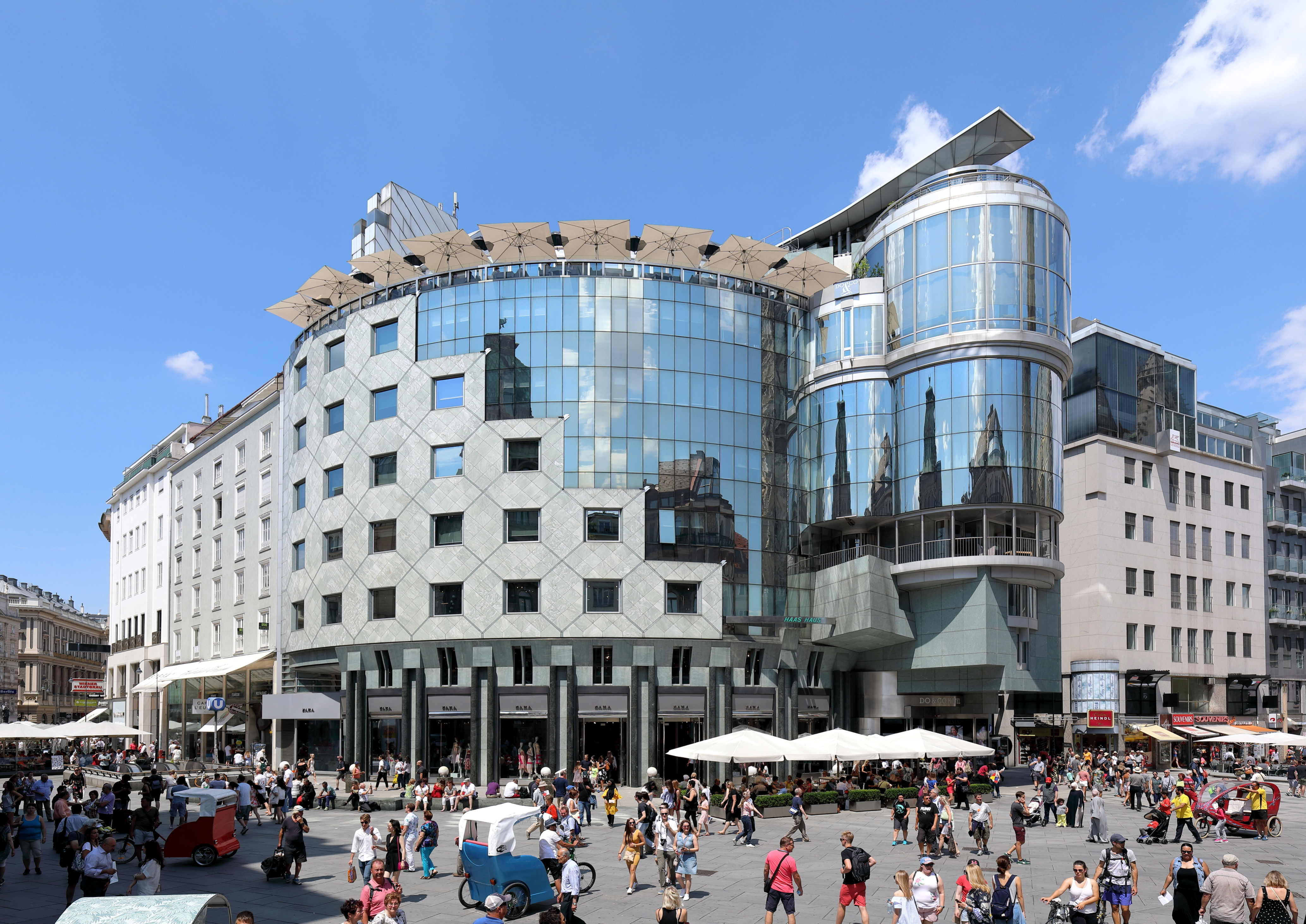
Haas-Haus am Stock-im-Eisen-Platz in Wien, 1985–1990

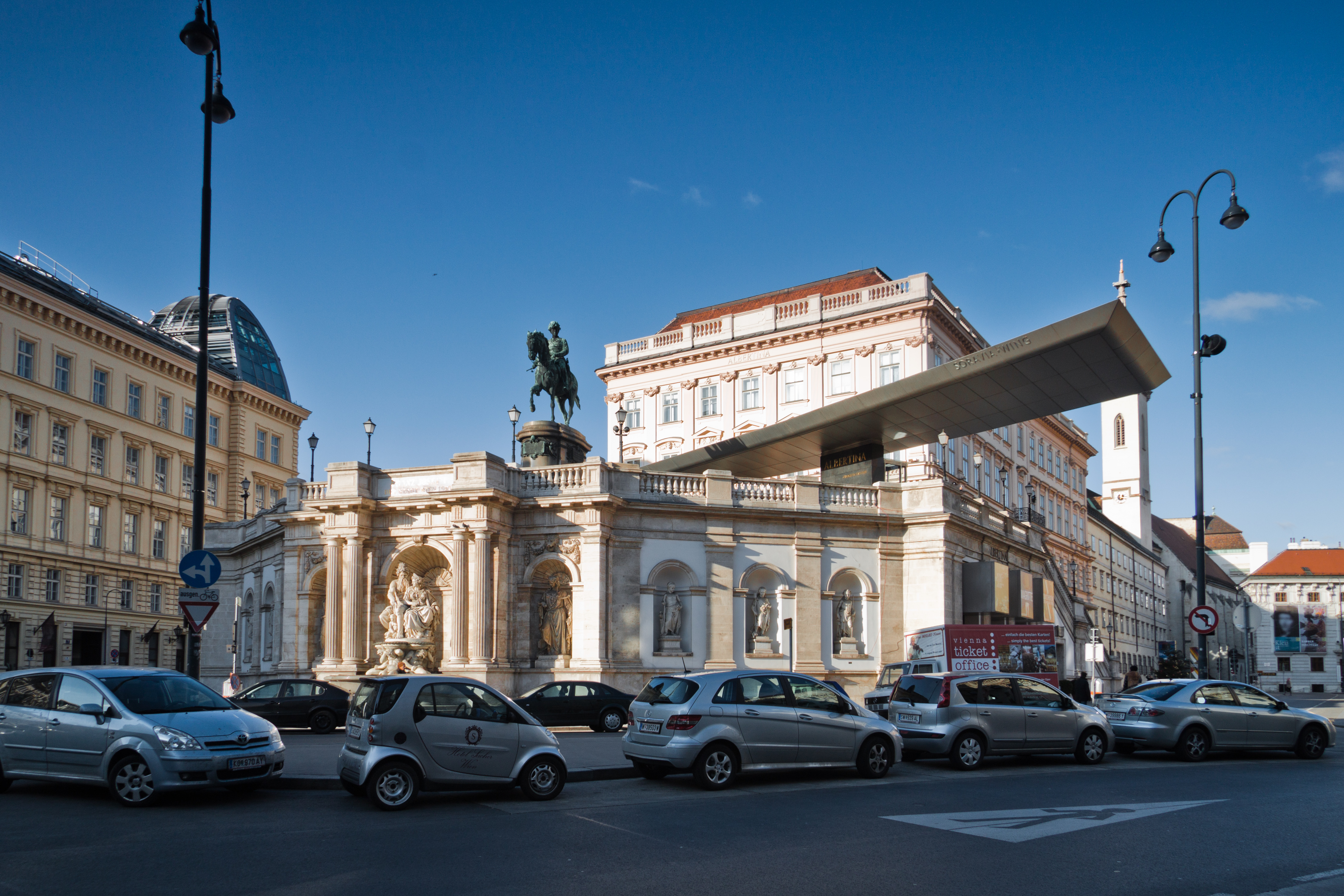
Soravia Wing der Albertina in Wien, 2001–2003

Im Hauptsitz der größten spanischen Privatbank, der Banco Santander, im Zentrum von Madrid hat Hollein 1987 hinter den denkmalgeschützten Altbauten – von außen nicht sichtbar – eine gigantische Rotunde errichtet.
In Wien baute er 1987–1990 das neue Haas-Haus, das über viele Jahre als umstrittenster Bau in der österreichischen Nachkriegsgeschichte galt. Er ersetzte damit am Stephansplatz den Bau aus den 1950er Jahren, der an der Stelle des im Zweiten Weltkrieg zerstörten ersten Wiener Warenhauses aus den 1860er Jahren errichtet worden war.
1996 organisierte Hollein unter dem Motto „Die Zukunft erahnen – der Architekt als Seismograph“ als erster Nichtitaliener die renommierte Architekturbiennale in Venedig. 1997 erhielt er den Zuschlag für den Neubau der österreichischen Botschaft im Diplomatenviertel Berlins. Der im Juli 2001 seiner Bestimmung übergebene Bau überraschte durch seine formale Vielfalt, ein „genialisches Chaos in Grün, Schwarz, Weiß, Orange und Gelb“, wurde aber auch als „ungenießbares Architekturgulasch“ kritisiert.
Beim Umbau der von Klaus Albrecht Schröder geleiteten Albertina in Wien (2001–2003), einem Bundesmuseum, wurde Hollein mit der Gestaltung des Entrées beauftragt. Die Fertigstellung des weithin sichtbaren Wahrzeichens, eines 64 Meter langen, weit auskragenden, pfeilförmigen Titan-Flugdachs (nach dem Sponsor englisch Soravia Wing genannt) verzögerte sich wegen technischer Schwierigkeiten und Kostenüberschreitung.

## Aussagen
„Das Vollziehen sakraler Riten und das Errichten oder Bezeichnen heiliger Plätze gehörte zu den ersten Beschäftigungen des Menschen. Gleich ob augenfällig oder getarnt, helfen sie, das Leben einzurichten. Manche heutige Zivilisation hat ihre Fähigkeit für Todesriten verloren. Das ist ein Zeichen des Verlusts der Fähigkeit, zu leben.“

Hollein schuf immer wieder Situationen, die mit Enge und Weite, mit Bedrängnis und Befreiung zusammenhängen: Der Gedanke des Hineingehens, mehr noch des Hindurchzwängens, ist eine schöne Metapher Sigmund Freuds: Haus und Körper sind in den Traumsymbolen identisch. Koitus und Geburt, elementare Erlebnisse des Menschen finden – wie seit Jahrtausenden – ihre Entsprechung in der Architektur. Jeder Engpass des Hindurchzwängens mündet in einem befreienden Raum.

## Lehrtätigkeit
Hollein unterrichtete ab 1967 an der Kunstakademie Düsseldorf, bis er 1974 einen Ruf an die Wiener Hochschule für Angewandte Kunst für die Leitung einer Meisterklasse für Industrial Design erhielt. Ab 1979 übernahm er weitere Gastprofessuren an der Yale University in New Haven, der University of California, Los Angeles und der Ohio State University in Columbus. Im September 2002 wurde er an der Universität für angewandte Kunst in Wien emeritiert.

## Auszeichnungen
- 1954 Goldene Füger-Medaille[20]
- 1966 und 1984 Reynolds Memorial Award
- 1967 Österreichischer Bauherrenpreis 1967 für Kerzengeschäft Marius Retti, Kohlmarkt, Wien
- 1868 Österreichischer Bauherrenpreis 1968 für Austriennale ›Die Große Zahl‹ bei der XIV. La Triennale di Milano in Mailand
- 1974 Architekturpreis der Stadt Wien
- 1976 Ehrenmitglied des Bundes Deutscher Architekten BDA
- 1976 Österreichischer Bauherrenpreis 1976 für Innengestaltung Rathaus Perchtoldsdorf in Perchtoldsdorf
- 1979 Österreichischer Bauherrenpreis 1979 für Verkehrsbüros Wien
- 1983 Großer Österreichischer Staatspreis für Architektur
- 1983 Deutscher Architekturpreis
- 1984 Österreichischer Bauherrenpreis 1984 für Juwelierläden Schullin
- 1985 Pritzker-Preis
- 1989 Österreichischer Bauherrenpreis 1989 für Ganztagsschule Köhlergasse
- 1990 Österreichisches Ehrenzeichen für Wissenschaft und Kunst
- 1994 Goldenes Ehrenzeichen für Verdienste um das Land Wien
- 1997 Großes Bundesverdienstkreuz
- 2000 Österreichischer Bauherrenpreis 2000 zum Generali Media Tower
- 2003 Offizier der Ehrenlegion.
- 2004 Arnold W. Brunner Memorial Prize der American Academy of Arts and Letters.
- 2004 Ehrenmedaille der Bundeshauptstadt Wien in Gold.
- 2009 Goldener Rathausmann[21]
- 2009 Großes Goldenes Ehrenzeichen für Verdienste um die Republik Österreich[21][22]

## Bauten und Arbeiten

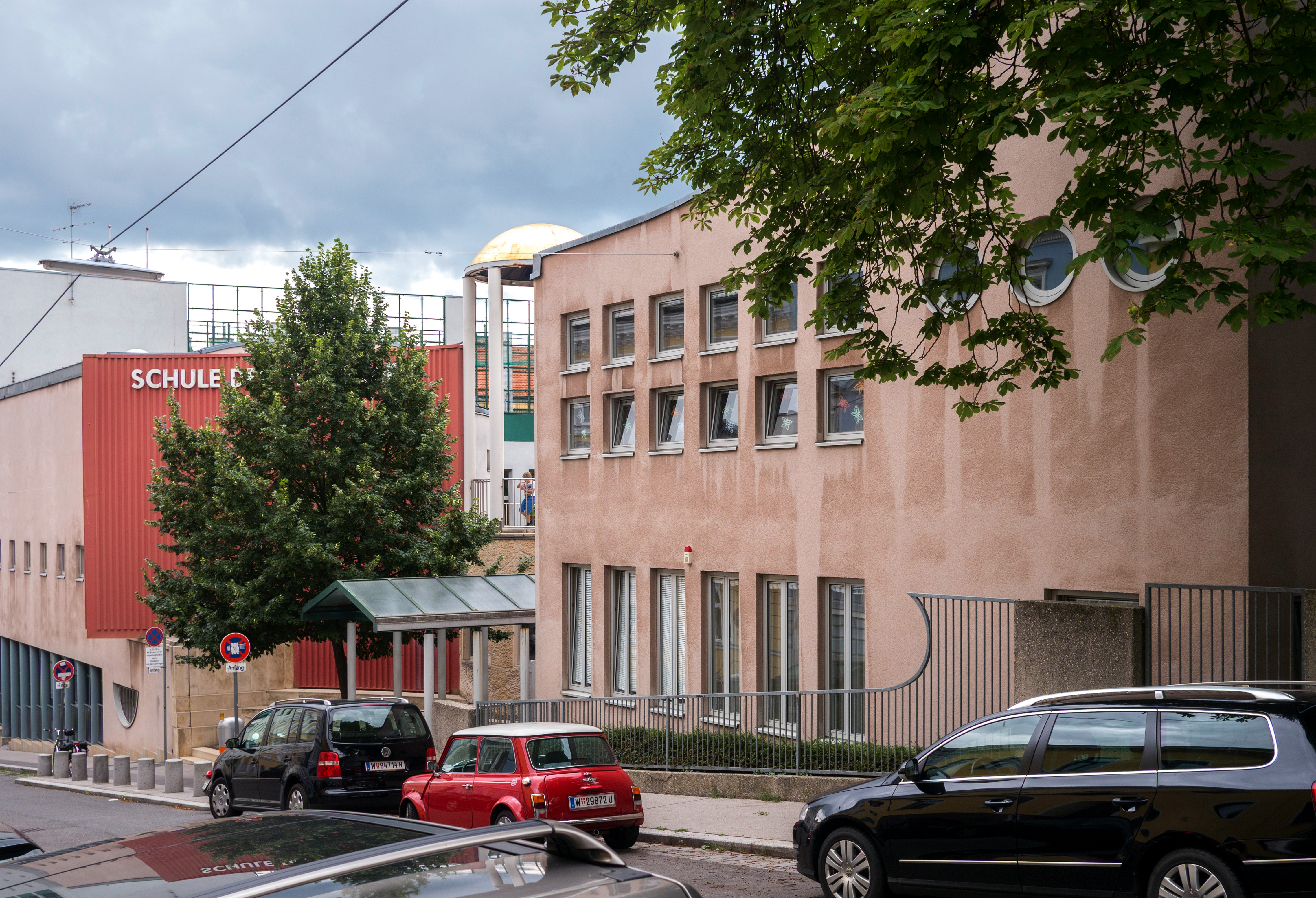
Ganztagsvolksschule Wien 18., Köhlergasse, 1979–1990

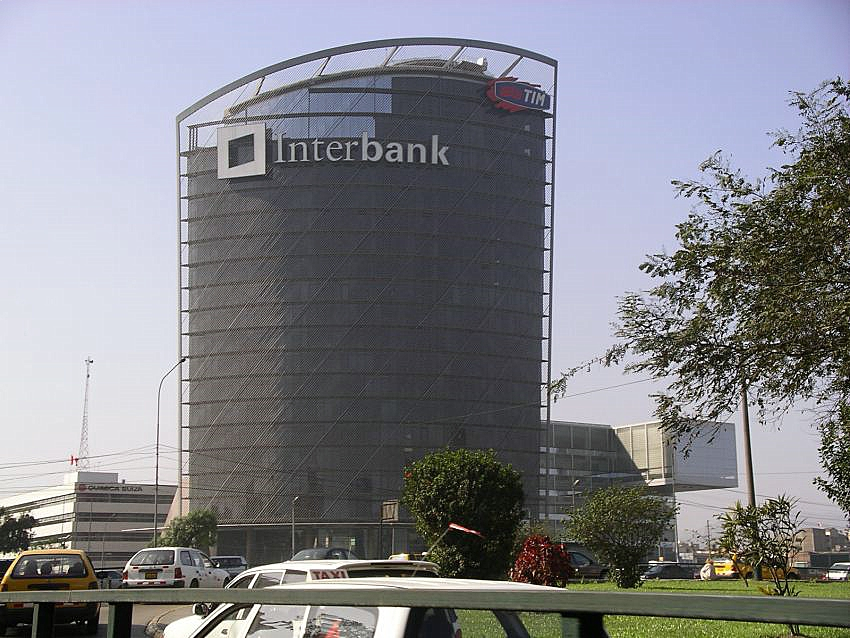
Das Zentralgebäude der Interbank in Lima, Peru, 1996–2001

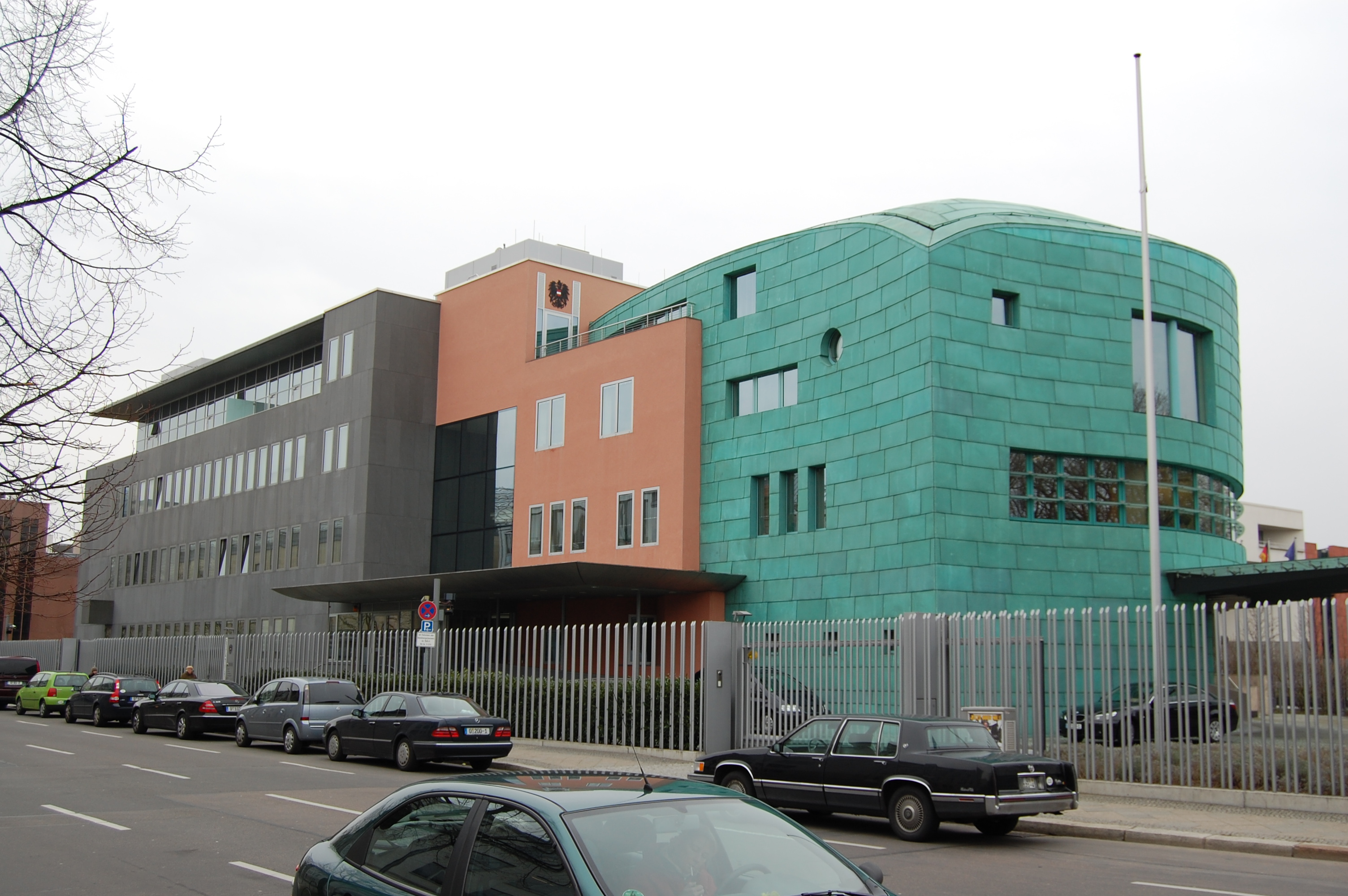
Österreichische Botschaft in Berlin 1997–2001

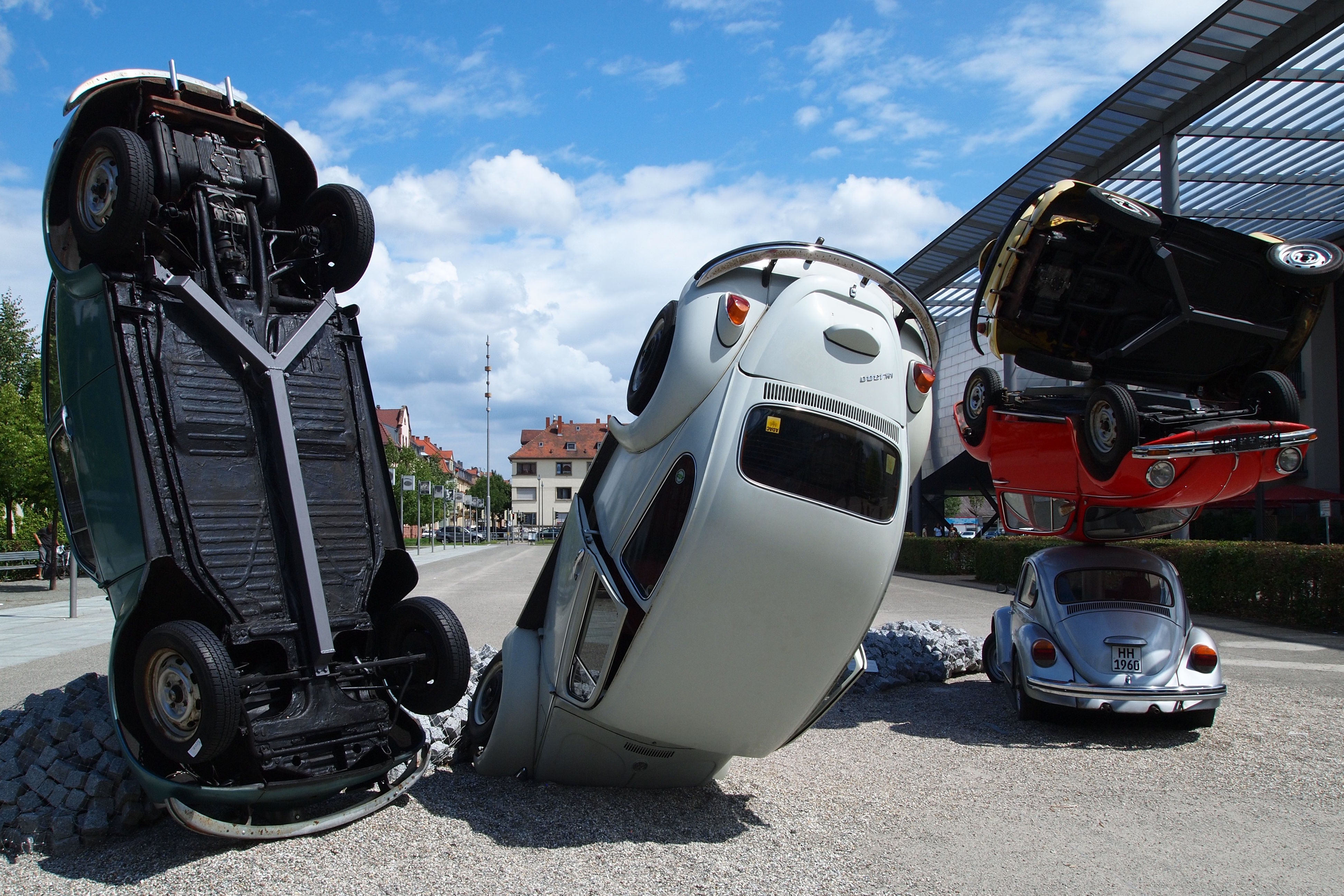
Car Building, 2011

Siehe auch: Liste der Bauwerke von Hans Hollein
- 1962 „Zurück zur Architektur“, Vortrag in der Galerie St. Stephan, Wien 1
- 1963 Ausstellung „Architektur“ (gemeinsam mit Walter Pichler), Galerie St. Stephan, Wien 1
- 1965 Kerzenladen Retti, Wien 1[23]
- 1965–1970 Herausgeber der Zeitschrift Bau (Zeitschrift der Zentralvereinigung der Architekten Österreichs)
- 1966/67 Boutique Christa Metek, Wien 1[24]
- 1969 Richard L. Feigen Gallery, New York
- 1970 Ausstellung „Tod“, Städtisches Museum Mönchengladbach
- 1972 „Werk und Verhalten. Leben und Tod. Alltägliche Situationen“, Biennale Venedig
- 1972 Media-Linien, Olympiadorf München[25]
- 1972–1982 Städtisches Museum Abteiberg, Mönchengladbach
- 1973 Schmuckgeschäft Schullin, Wien 1
- 1976 Österreichisches Verkehrsbüro, Wien 1
- 1976 Ausstellung „MAN transFORMS“, Cooper-Hewitt Museum, New York
- 1977–1978 Museum für Glas und Keramik, Teheran
- 1979–1990 Ganztagsvolksschule Köhlergasse, Wien 18
- 1980 Bühnenbild für das Wiener Burgtheater: Komödie der Verführung von Arthur Schnitzler (Regie Horst Zankl, Kostüme Karl Lagerfeld)
- 1981 Schmuckgeschäft Schullin II, Wien 1
- 1983 Ausstellung „Die Türken vor Wien“, Künstlerhaus Wien, Veranstalter: Wien Museum
- 1983–1991 Museum für Moderne Kunst, Frankfurt
- 1985–1990 „Haas-Haus“, Wien 1
- 1985 Ausstellung „Traum und Wirklichkeit“, Künstlerhaus Wien (mit über 600.000 Besuchen die bis heute erfolgreichste Ausstellung des Wien Museums)
- 1988–1993 Banco Santander, Madrid
- 1987–1993 Erste Allgemeine Generali, Landesdirektion Vorarlberg, Bregenz
- 1989 Museum im Fels (Internationaler geladener Wettbewerb, 1. Preis), 1990 Machbarkeitsstudie als Guggenheim Museum Salzburg (nicht umgesetzt)
- 1992–2002 Kulturbezirk und Niederösterreichisches Landesmuseum, St. Pölten
- 1993–1999 Volksschule Donau City, Wien 22
- 1994–2000 Generali Media Tower, Bürohaus/Media Tower am Donaukanal, Wien 2
- 1994–2002 „Vulcania“ – Europäischer Park für Vulkanismus (mit Atelier 4), in Saint-Ours-les-Roches in der Auvergne, Frankreich
- 1994–1996 Direktor der Sektion Architektur der Biennale Venedig für die Architektur-Biennale 1996
- 1996–2001 Interbank Headquarters Lima, Peru
- 1997–2001 Österreichische Botschaft in Berlin
- 1996–1998 Erweiterung des Städtischen Museums Mönchengladbach
- 1997–2002 Centrum Bank, Vaduz, Liechtenstein
- 2001 Überarbeitung Museum im Fels als Museum im Mönchsberg (MIM)
- 2002 Penthouse, Stephansplatz 10 und 11, Wien 1
- 2002 Umbau und Aufstockung des Hilton Hotels, Wien 3
- 2003 Albertina-Flugdach (Soravia Wing), Wien 1
- 2003 Monte Laa, Porr-Türme, am Laaer Berg in Wien 10, Mitwirkung an der Errichtung eines neuen Stadtviertels auf der Überplattung der Südosttangente
- 2011 Car Building, Skulptur beim Zentrum für Kunst und Medientechnologie in Karlsruhe, nach einem Entwurf von 1960

## Familie
Hollein war mit Helene Hollein (* 1. Juli 1944; † 21. Dezember 1997) verheiratet. Ihr 1969 geborener Sohn Max Hollein ist seit 2018 Direktor des Metropolitan Museum of Art in New York, ihre 1972 geborene Tochter Lilli Hollein war von 2007 bis 2019 Kuratorin der von ihr mitbegründeten Vienna Design Week und ist seit 2021 Generaldirektorin des MAK-Museum für Angewandte Kunst in Wien. Holleins Schwager war Jean-Francois Jenewein.
Helene Hollein wurde auf dem Hietzinger Friedhof (13. Wiener Gemeindebezirk) bestattet. Hans Hollein wurde am 5. Mai 2014 im gleichen Grab (Gruppe 5, Nr. 122) beigesetzt. Begräbnisansprachen hielten Rechtsanwalt und Falter-Gesellschafter Hannes Pflaum, Kunstminister Josef Ostermayer und der Schauspieler und Regisseur Paulus Manker. Das Grab besteht auf Friedhofsdauer.

## Filme
- Alles ist Architektur – Portrait HH, Regie: Paulus Manker, Buch: François Burkhardt, Kamera: Peter Roehsler; ORF 1996
- Hollein in Lima – Das Gebäude der Interbank. Regie: Paulus Manker, ORF 2001
- Hans Holleins Vulcania. Regie: Paulus Manker, ORF 2002
- Hans Hollein – Essentials. Regie: Paulus Manker, ORF 2002